# 脆壳锉蛤
脆壳锉蛤（学名：Lima fraglis），是莺蛤目狐蛤科狐蛤属的一种。主要分布于南海，常生活于浅海岩礁间。